# Murata (Familienname)
Murata (japanisch 村田) ist ein japanischer Familienname. Er steht auf Platz 80 der häufigsten Familiennamen in Japan.

## Herkunft und Bedeutung
Murata ist ein Wohnstättenname und geht auf die Bedeutung der Kanji 村 (dt. Dorf oder Stadt) und 田 (dt. Reisfeld) zurück; er bezeichnete also Personen die an einem Reisfeld in einer Stadt wohnten.

## Namensträger
- Murata Akira (1921–2006), japanischer Unternehmer
- Arisa Murata (* 1990), japanische Freestyle-Skierin
- Murata Harumi (1746–1812), japanischer Dichter und Kokogaku-Gelehrter
- Hiroshi Murata (* um 1955), japanischer Jazzmusiker
- Jin Murata (* 1952), japanischer Botaniker, Direktor des Botanischen Gartens Koishikawa
- Murata Jukō (1423–1502), japanischer Zen-Mönch und Fortentwickler der Teezeremonie
- Kanako Murata (* 1993), japanische Ringerin
- Kazuhiro Murata (* 1969), japanischer Fußballspieler
- Kazuma Murata (* 1991), japanischer Hockeyspieler
- Kazuya Murata (* 1988), japanischer Fußballspieler
- Kiyoko Murata (* 1945), japanische Schriftstellerin
- Kōichi Murata (* 1996), japanischer Fußballspieler
- Murata Kōkoku (1831–1912), japanischer Maler
- Makoto Murata (* 1960), japanischer Informatiker
- Mayu Murata, japanische Mangaka
- Murata Minoru (1894–1937), japanischer Filmdirektor
- Natsuho Murata (* 2007), japanische Violinistin
- Norio Murata (* 1976), japanischer Fußballspieler
- Range Murata (* 1968), japanischer Künstler und Designer
- Renhō Murata (* 1967), japanische Politikerin
- Ryōta Murata (* 1986), japanischer Boxer
- Sayaka Murata (* 1979), japanische Schriftstellerin
- Murata Seifū (1783–1855), japanischer Reformer
- Shō Murata (* 1987), japanischer Fußballspieler
- Shori Murata (* 1993), japanischer Fußballspieler
- Murata Shōzō (1878–1957), japanischer Politiker und Unternehmer
- Murata Shūgyo (1889–1967), japanischer Lyriker
- Soroku Murata (1927–2020), japanischer Geigenbauer
- Stephanie Murata (* 1970), US-amerikanische Ringerin
- Murata Tanryō (1874–1940), japanischer Maler
- Tatsuya Murata (* 1972), japanischer Fußballspieler
- Tōma Murata (* 2000), japanischer Fußballspieler
- Wataru Murata (* 1968), japanischer Rugby-Union-Spieler
- Yoshitaka Murata (* 1944), japanischer Politiker